# NGC 4477
NGC 4477 és una galàxia lenticular barrada situada a uns 55 milions d'anys llum de distància constel·lació de la Cabellera de Berenice. NGC 4477 es classifica com una galàxia Seyfert tipus 2. La galàxia va ser descoberta per l'astrònom William Herschel el 8 d'abril de 1784. NGC 4477 és membre de la cadena Markarian, que forma part del cúmul de la Verge.

## Característiques físiques
NGC 4477 té una barra molt ben definida que s’inclou dins d’un extens embolcall semblant a una lent. Té una vora bastant esmolada i està lleugerament realçada prop de la vora, i es classifica com una característica semblant a un anell. Al voltant de l’anell, apareixen dos arcs incomplets, amplis i difusos, que fixen la galàxia al voltant de la barra. A NGC 4477, es suggereix que la galàxia té una morfologia de doble anell molt evolucionada. A més, ambdues característiques de l'anell estan molt esborrades.